# هاركر هايتس (تكساس)
هاركر هايتس (بالإنجليزية: Harker Heights)‏ هي مدينة أمريكية تقع في ولاية تكساس.تبلغ مساحة هذه المدينة 33 (كم²)،ويبلغ عدد سكانها 20000 نسمة حسب إحصاء سنة 2010 م. تشير إحصاءات سنة 2000م بأن الكثافة السكانية في هذه المدينة تقدر بـ(756.4) نسمة/كم2.

## التركيبة السكانية
حدّد مكتب تعداد الولايات المتحدة بيانات التركيبة السكانية لهاركر هايتس في تعداد الولايات المتحدة. في ما يلي، التركيبة السكانية حسب تعدادي 2000 و2010.

### تعداد عام 2000
بلغ عدد سكان هاركر هايتس 17,308 نسمة بحسب تعداد عام 2000، وبلغ عدد الأسر 6,200 أسرة وعدد العائلات 4,710 عائلة مقيمة في المدينة. في حين سجلت الكثافة السكانية 426.8 نسمة لكل كيلومتر مربع (1,105.4/ميل2). وبلغ عدد الوحدات السكنية 6,823 وحدة بمتوسط كثافة قدره 168.3 لكل كيلومتر مربع (435.9/ميل2).
وتوزع التركيب العرقي للمدينة بنسبة 70.89% من البيض و14.94% من الأمريكيين الأفارقة و0.78% من الأمريكيين الأصليين و3.58% من الأمريكيين ذوي الأصول الآسيوية و0.40% من سكان جزر المحيط الهادئ و5.79% من الأعراق الأخرى و3.62% من عرقين مختلطين أو أكثر و12.44% من الهسبانيون أو اللاتينيون من أي عرق.
بلغ عدد الأسر 6,200 أسرة كانت نسبة 46.1% منها لديها أطفال تحت سن الثامنة عشر تعيش معهم، وبلغت نسبة الأزواج القاطنين مع بعضهم البعض 61.4% من أصل المجموع الكلي للأسر، ونسبة 11.2% من الأسر كان لديها معيلات من الإناث دون وجود شريك، بينما كانت نسبة 3.4% من الأسر لديها معيلون من الذكور دون وجود شريكة وكانت نسبة 24% من غير العائلات. تألفت نسبة 18% من أصل جميع الأسر من عدة أفراد يعيشون في نفس المنزل ونسبة 3.5% كانت تتألف من شخص يعيش بمفرده يبلغ من العمر 65 عاماً أو أكثر. وبلغ متوسط حجم الأسرة المعيشية 2.77، أما متوسط حجم العائلات فبلغ 3.13.
بلغ العمر الوسطي للسكان 30.3 عاماً. وكانت نسبة 30.4% من القاطنين تحت سن الثامنة عشر، وكانت نسبة 10.5% بين الثامنة عشر والرابعة والعشرين عاماً، ونسبة 34.8% كانت واقعةً في الفئة العمرية ما بين الخامسة والعشرين والرابعة والأربعين عاماً، ونسبة 18% كانت ما بين الخامسة والأربعين والرابعة والستين، ونسبة 5.6% كانت ضمن فئة الخامسة والستين عاماً فما فوق. يوجد لكل 100 أنثى 101.2 ذكر، ويوجد لكل 100 أنثى في الثامنة عشر من عمرها فما فوق 99.2 ذكر.
بلغ متوسط دخل الأسرة في المدينة 42,947 دولارًا، أما متوسط دخل العائلة فبلغ 49,607 دولارًا. وكان متوسط دخل الذكور 31,728 دولارًا مقابل 26,404 دولارًا للإناث. وسجل دخل الفرد الخاص بالمدينة 20,061 دولارًا. وكانت نسبة 7.4% من العائلات ونسبة 10% من السكان تحت خط الفقر، وكان من هؤلاء نسبة 13.2% تحت سن الثامنة عشر ونسبة 4.9% في الخامسة والستين من العمر وما فوق.

### تعداد عام 2010
بلغ عدد سكان هاركر هايتس 26,700 نسمة بحسب تعداد عام 2010، وبلغ عدد الأسر 9,488 أسرة وعدد العائلات 7,139 عائلة مقيمة في المدينة. في حين سجلت الكثافة السكانية 658.4 نسمة لكل كيلومتر مربع (1,705.2/ميل2). وبلغ عدد الوحدات السكنية 10,347 وحدة بمتوسط كثافة قدره 255.2 لكل كيلومتر مربع (661.0/ميل2).
وتوزع التركيب العرقي للمدينة بنسبة 62.92% من البيض و19.97% من الأمريكيين الأفارقة و0.98% من الأمريكيين الأصليين و3.85% من الأمريكيين ذوي الأصول الآسيوية و0.86% من سكان جزر المحيط الهادئ و5.26% من الأعراق الأخرى و6.15% من عرقين مختلطين أو أكثر و18.43% من الهسبانيون أو اللاتينيون من أي عرق.
بلغ عدد الأسر 9,488 أسرة كانت نسبة 45.1% منها لديها أطفال تحت سن الثامنة عشر تعيش معهم، وبلغت نسبة الأزواج القاطنين مع بعضهم البعض 55.8% من أصل المجموع الكلي للأسر، ونسبة 14.7% من الأسر كان لديها معيلات من الإناث دون وجود شريك، بينما كانت نسبة 4.7% من الأسر لديها معيلون من الذكور دون وجود شريكة وكانت نسبة 24.8% من غير العائلات. تألفت نسبة 19.3% من أصل جميع الأسر من عدة أفراد يعيشون في نفس المنزل ونسبة 3.5% كانت تتألف من شخص يعيش بمفرده يبلغ من العمر 65 عاماً أو أكثر. وبلغ متوسط حجم الأسرة المعيشية 2.80، أما متوسط حجم العائلات فبلغ 3.21.
بلغ العمر الوسطي للسكان 31.6 عاماً. وكانت نسبة 30.5% من القاطنين تحت سن الثامنة عشر، وكانت نسبة 9.4% بين الثامنة عشر والرابعة والعشرين عاماً، ونسبة 30.9% كانت واقعةً في الفئة العمرية ما بين الخامسة والعشرين والرابعة والأربعين عاماً، ونسبة 22% كانت ما بين الخامسة والأربعين والرابعة والستين، ونسبة 7.2% كانت ضمن فئة الخامسة والستين عاماً فما فوق. وتوزع التركيب الجنسي للسكان بنسبة 49.4% ذكور و50.6% إناث.